# Sweet Freedom
Sweet freedom — шостий студійний альбом британського рок-гурту Uriah Heep. Альбом було записано у 1973 році.

## Виконавці
- Девід Байрон — вокал
- Ken Hensley — клавішні, гітара, вокал
- Mick Box — гітара
- Гері Тейн — бас-гітара
- Lee Kerslake — ударні, вокал

## Список композицій альбому
1. Dreamer
2. Stealin'
3. One Day
4. Sweet Freedom
5. If I Had the Time
6. Seven Stars
7. Circus
8. Pilgrim